# Макхенри (Илиноис)
Макхенри (енгл. McHenry) град је у америчкој савезној држави Илиноис. По попису становништва из 2010. у њему је живело 26.992 становника.

## Демографија
Према попису становништва из 2010. у граду је живело 26.992 становника, што је 5.491 (25,5%) становника више него 2000. године.
| Група             | 2000.          | 2010.          |
| Белци             | 19.536 (90,9%) | 22.661 (84,0%) |
| Афроамериканци    | 75 (0,3%)      | 200 (0,7%)     |
| Азијати           | 192 (0,9%)     | 420 (1,6%)     |
| Хиспаноамериканци | 1.527 (7,1%)   | 3.450 (12,8%)  |
| Укупно            | 21.501         | 26.992         |